# Technische Universität Darmstadt
Technische Universität Darmstadt – niemiecka uczelnia publiczna zlokalizowana w Darmstadt. Została założona w 1877.
Uniwersytet Techniczny w Darmstadt, Uniwersytet Johannesa Gutenberga w Moguncji i Uniwersytet Johanna Wolfganga Goethego we Frankfurcie nad Menem tworzą razem uniwersytety Ren-Men (RMU). Na poziomie europejskim TU Darmstadt jest członkiem European University Alliance Unite od 2019 (Uniwersytecka Sieć Innowacji, Technologii i Inżynierii).
Dzięki osiągnięciom w dziedzinie badań, nauczania i ich transferu oraz wymianie zagranicznej studentów TU Darmstadt jest jedną z wiodących uczelni technicznych w Niemczech o wysokiej międzynarodowej renomie i uznaniu. Między innymi był pierwszym w świecie uniwersytetem, który powołał w 1882 katedrę elektrotechniki i jako pierwszy niemiecki uniwersytet wprowadził w 1976 nauczanie informatyki gospodarczej. Absolwenci i pracownicy TU Darmstadt odegrali kluczową rolę w ugruntowaniu pozycji informatyki, informatyki gospodarczej i sztucznej inteligencji jako dziedziny naukowej w Niemczech.

## Fakty i liczby
Studia i nauczanie (stan: semestr zimowy 2019/20 lub rok rejestracji kwalifikacji 2019)
- 113 kursów
- 25 170 studentów (32% kobiet, 19% obcokrajowców)
- 4179 absolwentów (31% kobiet, 15% obcokrajowców)
- 453 doktoraty (25% kobiet, 21% obcego pochodzenia)

Badania (stan na październik 2020)
- 12 Collaborative Research Centers (SFB) i SFB / Transregios
- 1 Centrum Doskonałości LOEWE i 8 Priorytetów Doskonałości LOEWE (w tym uczestnictwo)
- 4 grupy badawcze Deutsche Forschungsgemeinschaft

Personel (stan na 2019)
- 312 profesorów (64 z nich to kobiety)
- 2617 pracowników naukowych (w tym 687 kobiet)
- 1914 pracowników administracyjno-technicznych (w tym 1156 kobiet)

+ 148 stażystów (38 z nich to kobiety)
Budżet (stan na 2019)
- 254,9 mln EUR podstawowego finansowania z Hesji (w tym fundusze budowlane, z wyłączeniem LOEWE)
- 24,3 mln euro z federalnego paktu uniwersyteckiego (faza II)
- 8,8 mln euro w innych funduszach
- 165,2 mln euro zebranych środków (w tym LOEWE)

Kampus (od 2019)
- 5 lokalizacji
- 165 budynków
- około 309 000 metrów kwadratowych głównej powierzchni użytkowej

## Laureaci Nagrody Nobla
Następujący laureaci Nagrody Nobla studiowali, wykładali i/lub prowadzili badania na Technicznym Uniwersytecie w Darmstadt:
- Peter Grünberg (1939–2018) – niemiecki fizyk, laureat Nagrody Nobla z fizyki (2007)
- Gerhard Herzberg (1904–1999) – niemiecko-kanadyjski chemik i fizyk, laureat Nagrody Nobla z fizyki (1971)
- Hermann Staudinger (1881–1965) – niemiecki chemik, laureat Nagrody Nobla z chemii (1953)
- Horst Störmer (1949-) – niemiecki fizyk, laureat Nagrody Nobla z fizyki (1998)

## Galeria

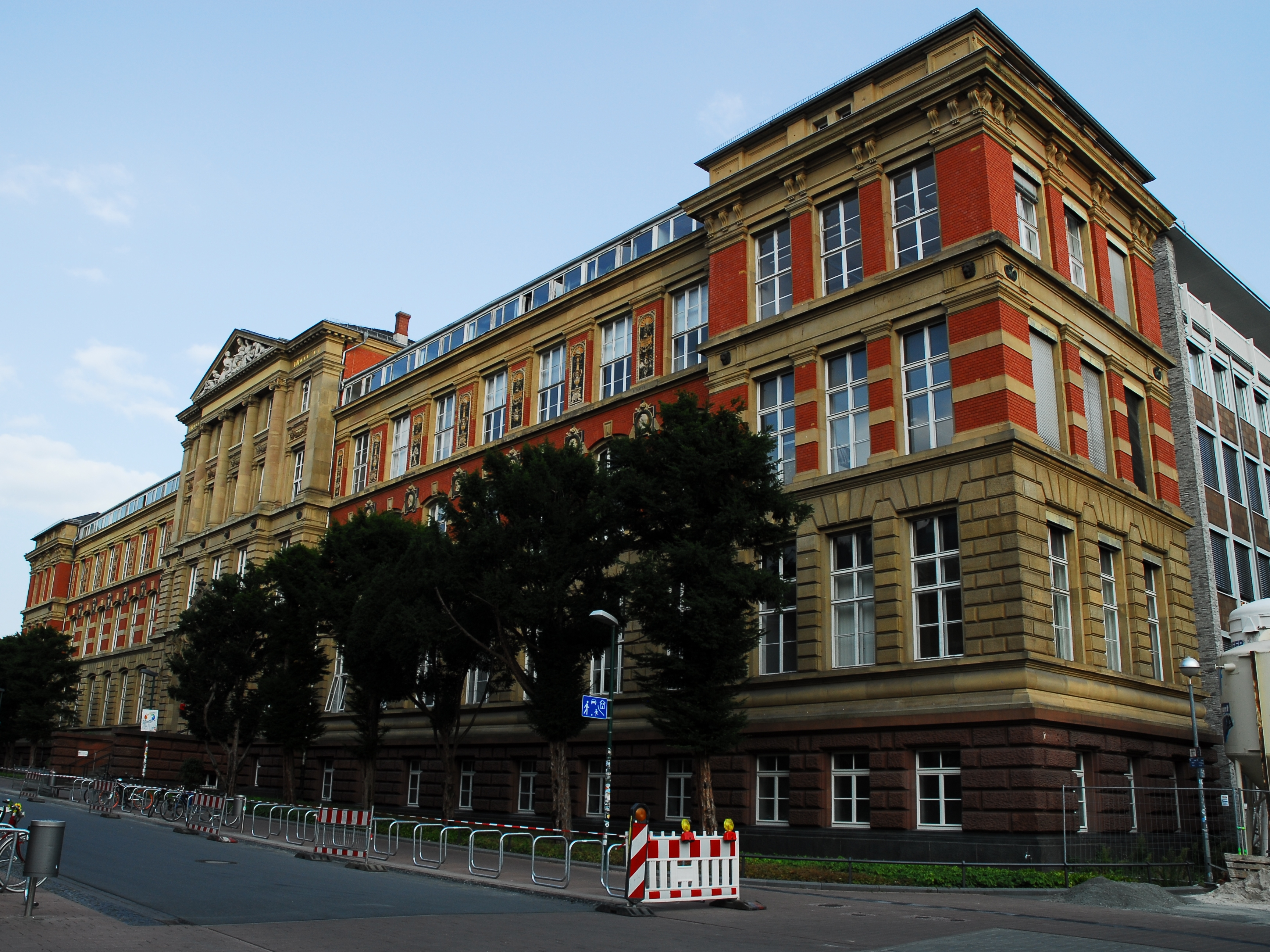
Stary budynek główny uniwersytetu (2015)
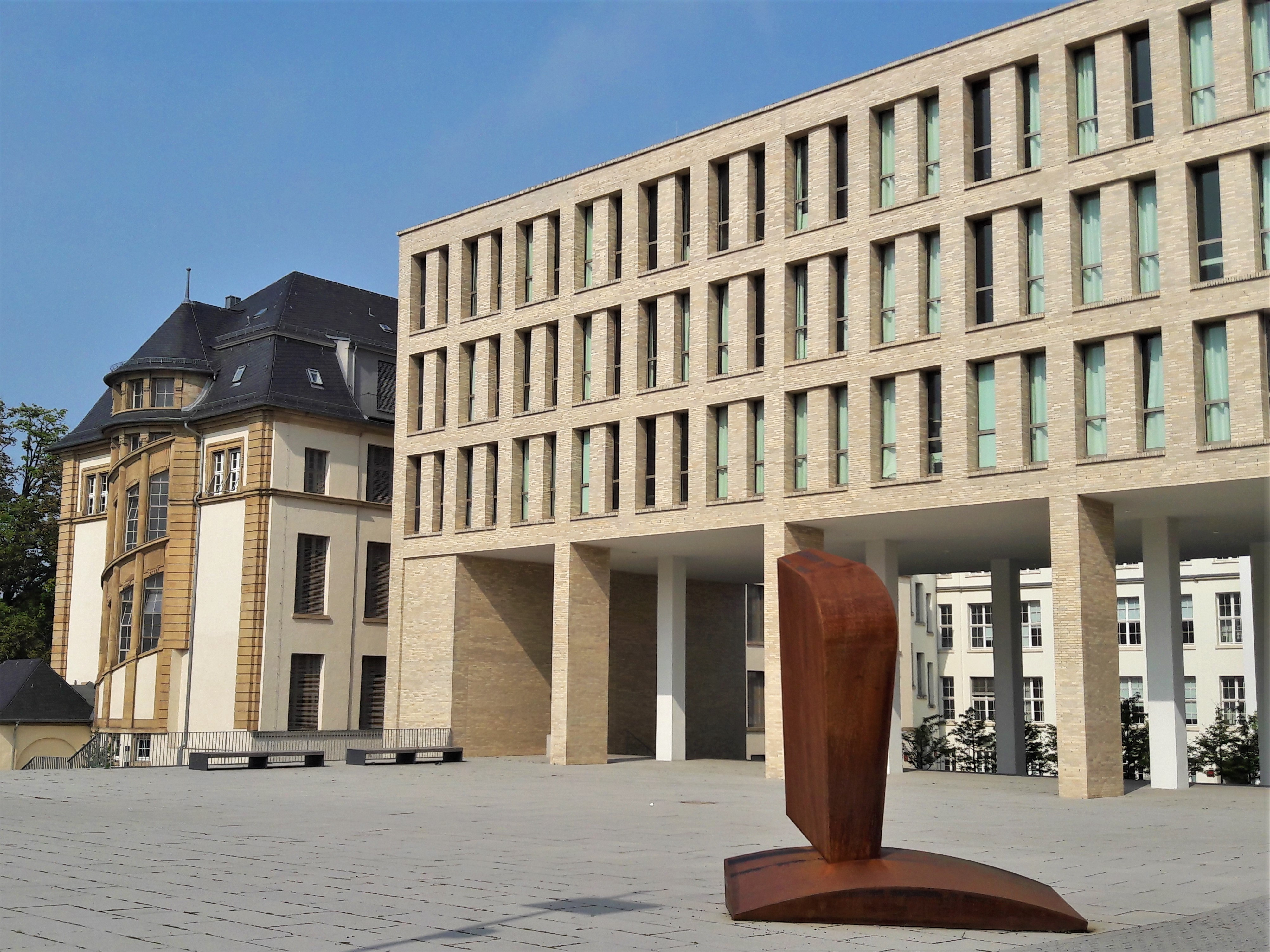
Campusplatz w centrum miasta, biblioteka uniwersytecka i państwowa, stary budynek główny, oraz rzeźba „Popiersie” (autor Franz Bernhard) (2017)
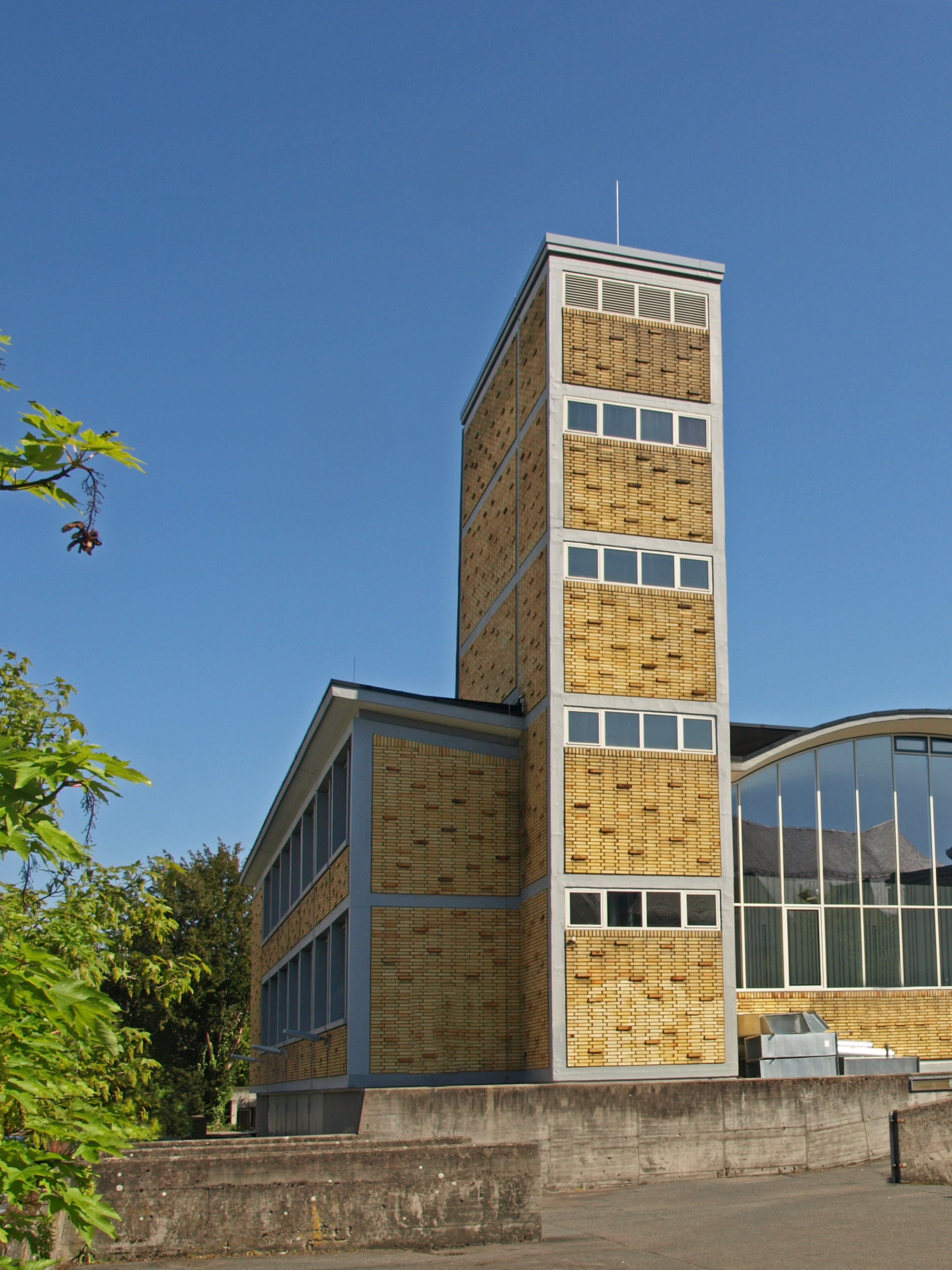
Hala inżynierii wodnej na uniwersytecie (2016) (architekt Ernst Neufert)
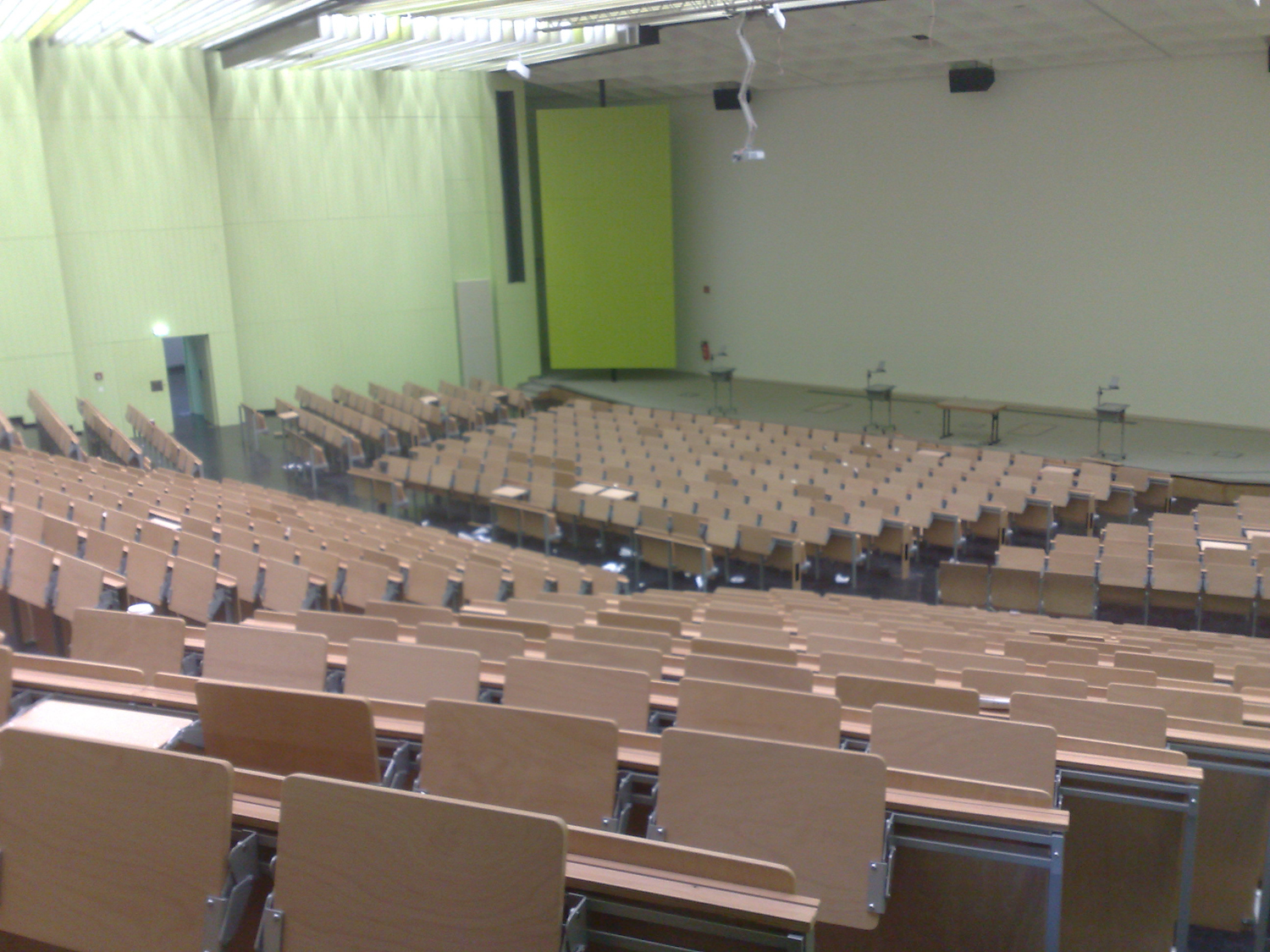
Sala wykładowa po remoncie- Auditorium maximum (2009)
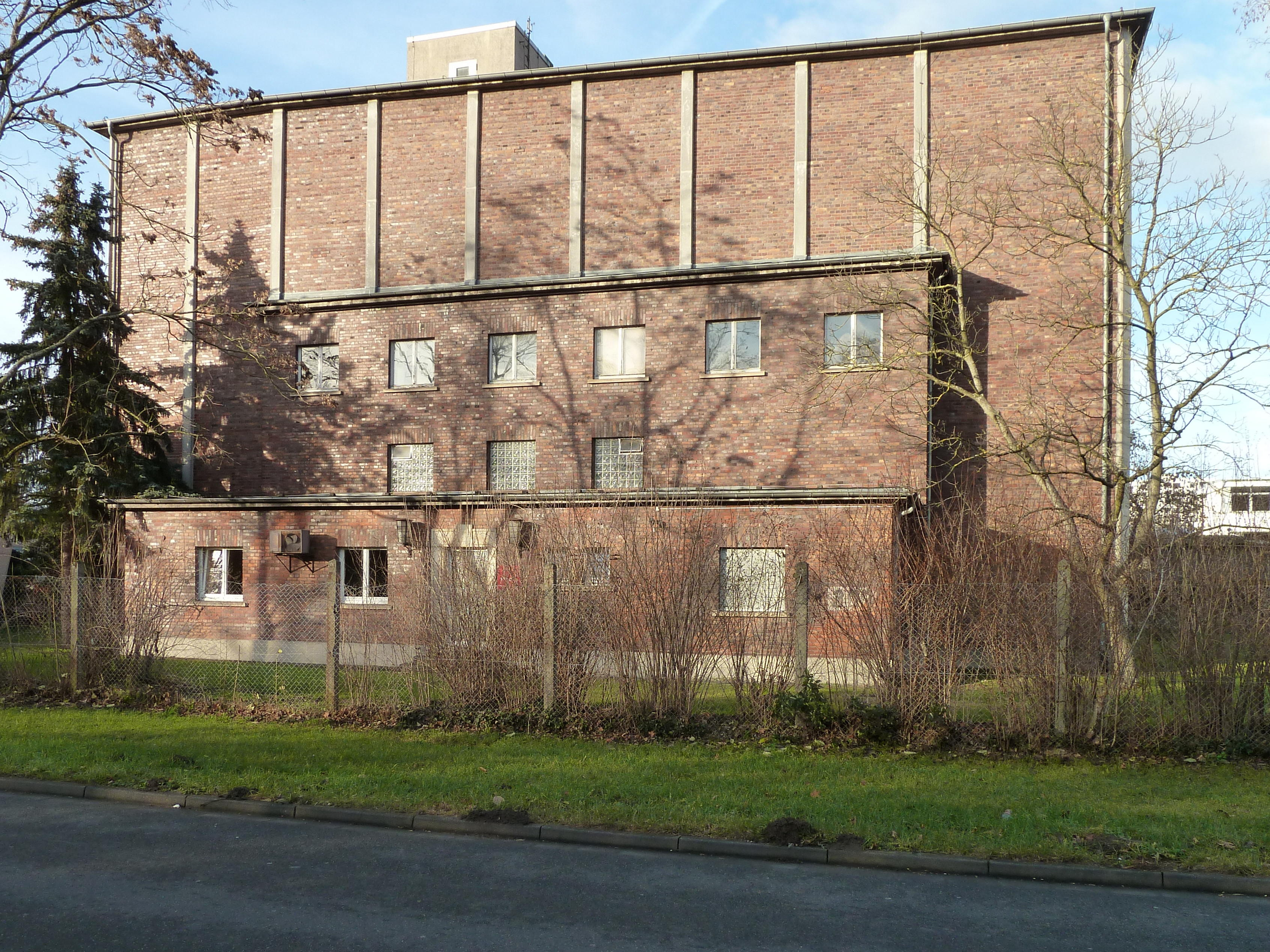
Tunel aerodynamiczny na TU Darmstadt (2013)
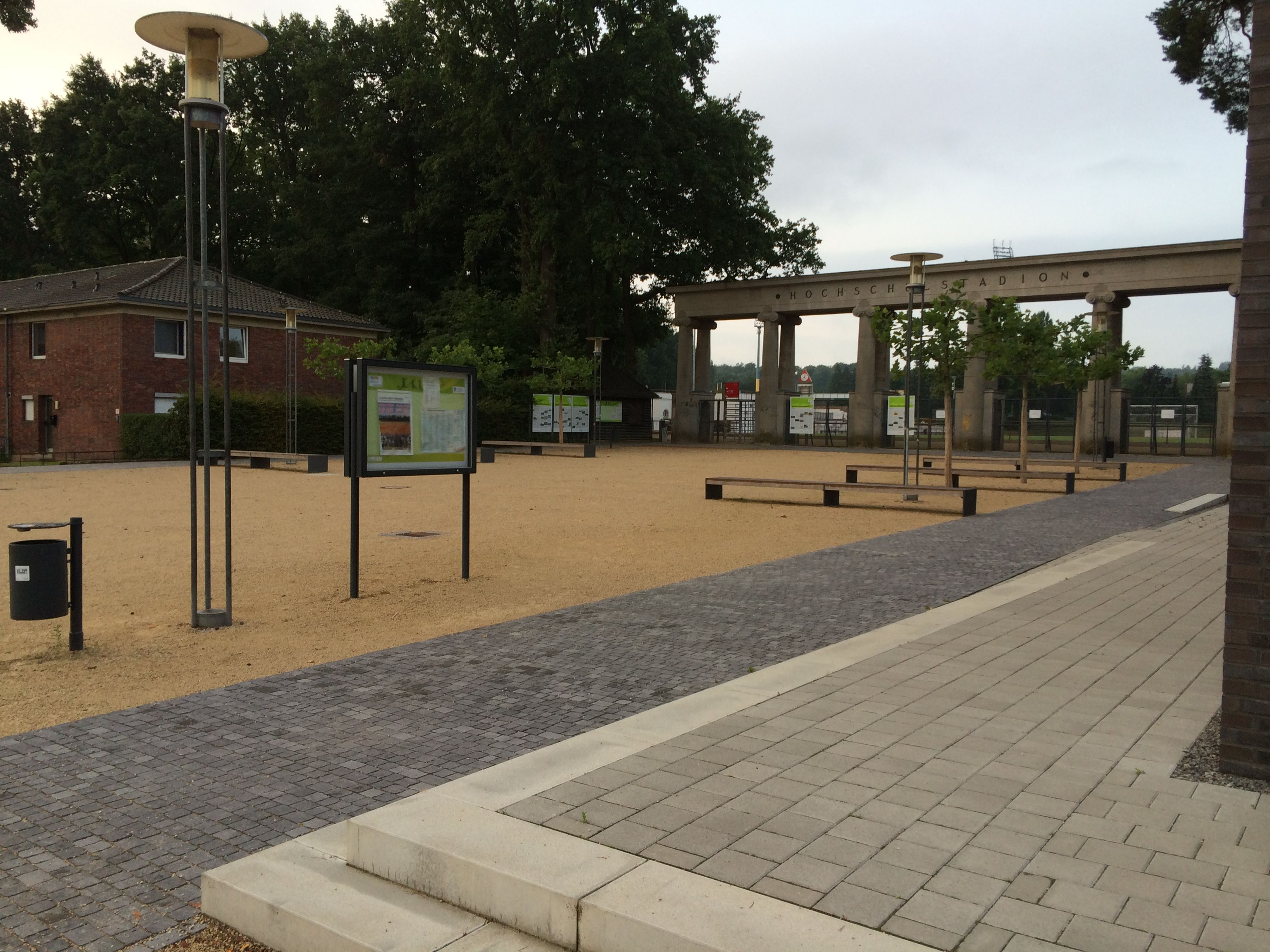
Wejście na Stadion Uniwersytecki (2014)